# Benediktinski samostan Emaus u Pragu
Samostan Emaus je benediktinski samostan u Pragu kojeg je 1347. osnovao Karlo IV., car Svetog Rimskog Carstva. Tu je papa Klement VI. posebno dopustio uporabu slavenskoga bogoslužja. 
Među prvim redovnicima u Emausu najznačajniji su glagoljaši s područja Hrvatskoga primorja. Oni u Prag odlaze na poziv cara Karla. Tamo su ostali i djelovali sve do 15. stoljeća, odnosno početka Husitskih ratova. U godinama od 1419. do 1589. samostan je bio u rukama Husita. 
Samostan je teško stradao za vrijeme 2. svjetskog rata. Nakon 1945. godine pretvoren je u sanatorij. Godine 1990. vraćen je benediktincima. Samostan danas pripada trojici redovnika. Između ostalog tamo je 1395. napisan i Reimski evanđelistar.